# Schluchberg
Schluchberg är en bergstopp i Schweiz.   Den ligger i kantonen Obwalden, i den centrala delen av landet, 70 km öster om huvudstaden Bern. Toppen på Schluchberg är 2 106 meter över havet, eller 371 meter över den omgivande terrängen. Bredden vid basen är 5,0 km.
Terrängen runt Schluchberg är huvudsakligen bergig, men åt nordväst är den kuperad. Närmaste större samhälle är Kriens, 19,2 km norr om Schluchberg. 
I omgivningarna runt Schluchberg växer i huvudsak blandskog. Runt Schluchberg är det ganska glesbefolkat, med 24 invånare per kvadratkilometer.